# Панфило Касталди
Панфило Касталди (итал. Panfilo Castaldi; Фелтре, 1430. – Задар, 1487) био је италијански лекар и штампар, један од неколицине њих, поред Гутенберга, којима се придавало првенство изума штампе покретним металним словима. Међу осталим могућим првим штампарима су Лоренс Костер, Прокоп Валдвогел и Жан Брито.

## Биографија

### Ране године живота и породица
Панфило Касталди рођен је у Фелтреу око 1430. у породици која је припадала ситном племству, а чији су се чланови ипак бавили слободним професијама: деда Виторе био је лекар, брат Даниеле бележник, а Даниелов син је наводно био чувени правник и хуманиста по имену Корнелио.

### Образовање
Касталди је изучавао слободне вештине године 1449. у Падови где су му учитељи највероватније били неки од знаменитијих представника падовских академаца тог века: Гаетано да Тјене, Сиђизмондо Поликастри, Матеоло из Перуђе. Гаетано да Тјене му је свечано уручио звање доктора слободних вештина године 1451. Потом је наставо са медицинским студијама, и даље у Падови, где је добио је диплому из медицине пре 1457. Те године бива назван phisicus у записнику венецијанског нотара Витореа. Панфило Касталди је започео своју професионалну активност 21. септембра 1461. као лекар у Копару, али највероватније тада није био задовољан својим смештајем, па је три године касније конкурисао за исти посао, али у Белуну. Не зна се да ли је Касталди наставио да се бави својом професијом у Копару или се преселио. Поново је у Фелтреу 28. фебруара 1466. године, али највероватније да би му бискупов викар дао потврду за њега и брата Даниела о инвестирању у неке брдске феуде. Потом се налазио у Венецији августа 1469.

## Касталди као штампар
У Венецију је уведено штампање појединачним покретним словима 1469. године објављивањем Цицеронових Породична преписка, а које је припремио Јохан фон Шпејер. Касталди је засигурно упознао овај изум и тако је имао прилике да стекне практично искуство које је за кратко време претворило туробног и немирног лекара у пословног човека и штампара. Можда ниједан документ не може никада то потврдити, али је несумњиво да је Касталди имао прилике да проучи ту нову штампарску технику и да ступи у додир са онима који су је користили. Његови будући сарадници су вероватно били радници из радионице Јохана и Винделина фон Шпејера у Венецији 1470. године.
Касталди није пропустио прилику да уочи очигледне економске могућности изума, али је сматрао да није био добар тренутак да окуша срећу у Венецији јер се конкуренција повећавала упркос петогодишњој привилегији која је дата Јохану фон Шпејеру. Стога је одлучио да се тиме бави у неком другом граду у ком је штампа још увек била непозната. Окренуо се Милану Милано је био важан град, па је засигурно морао да има потенцијално тржиште књигама које је доста обећавало. О томе сведочи то што су од марта 1469. три особе једна за другом покушавале да уведу штампу.
Први је био извесни Антонио Кача, такође лекар, али се без сумње његов покушај изјаловио. Потом је покушао и извесни Антонио Пианела, из Венеције и мајстор од Мање, чије се име не зна. Успео је у томе само овај први добивши, 7. септембра 1470, привилегију у трајању од пет година под условом да нико не покаже да уме да ради боље од њега.
Можда је Касталди успео да се докаже или је можда Пианела одустао од свога подухвата. Оно што је сигурно је то да нема даљих вести о његовом штампарском раду, нити је могуће да се докажу његове везе са Касталдијем.

## Штампарска делатност
Није се сачувао акт којим је милански војвода дао Касталдију привилегију петогодишњег штампарства у Милану. Зна се о његовом постојању из једног документа из маја 1472, те се сматра да му је дата током претходне године. Наиме, 3. августа 1471. објављен је, без имена штампара, али је засигурно реч о Касталдијевом и делу његових сарадника, прва књига штампана у Милану: De verborum significatione Помпеја Феста, штампана читким римским словима јасног венецијанског порекла. Након штампња Фестовог дела је уследило штампање издања Козмографије Помпонија Меле, али овога пута без имена штампара. Акт од 29. октобра 1471. може документовати уговор између пароха Сан Витореа ди Казорате, Ђулијана Мерлија, и браће Антонија и Фортуната Заротија са Габријелом Орсонијем који је представљао себе и Касталдија. У питању је акт о штампању три стотине примерака Цицеронове Породичне преписке. Овај уговор је веома важан из више разлога: пре свега јер је једини документ који нам даје право да припишемо Касталдију, или боље штампарији којом је он управљао; штампање књига које му се приписују, а које немају име штампара.
Штампање Цицерона је заиста и било обављено без напомена о штампарији. Породичне преписке су одштампане лепим римским карактерима, чија велика слова, а и општи изглед, веома наликују на оно које је користио Јенсон 1470. у Венецији, међутим, наликују и на она која је користио Јохан фон Шпејер, а која су се раније користила за штампање Фестовог и Меловог дела и многих других дела од мањег значаја. Затим постоји још један документ из октобра 1471. који је важан јер садржи имена сарадника, и, како се чини, Касталдијевих ортака; Габријела Орсонија и Антонио и Фортунато Зароти. Његови ортаци су по свој прилици обављали сам посао штампања, а Касталди се бавио управљањем и организацијом. Антонио Зарото ће касније наставити сам своју штампарску делатност, испрва са Касталдијевим словима, још дуго година и доживео је велики штампарски успех. Неколико штампаних дела без напомене о штампарији - Живот Девице Марије Антонија Комацана и Persa di Negropontе октавама анонимног аутора, сачињавају потпуни списак издања која се могу са довољно сигурности приписати Касталдијевој штампарији. Оно што је веома значајно је да су ова два дела и Цицерон штампани мање-више у исто време у Милану од стране Филипа да Лавања, као директна и крајње нелојална конкуренција и у очигледном контрасту са привилегијом коју је војвода дао Касталдију. Међутим, треба узети у обзир документа из Државног архива Милана када се говори о конкуренцијама и покушају Филипа да Лавање, а вероватно и других штампара, да започну у Милану штампарску делатност слободно, упркос монополу који је у трајању од пет година био додељен Касталдију. Првих дана марта 1472, мало пре него што је Филипо да Лавања завршио израду штампане књиге Цицеронове (25. март 1472), Касталди је позван у Виђевано на двор војводе Галеаца Марије Сфорце. Не зна се шта му је речено, али може да се закључи на основу одредебе коју је војвода дао управитељима прихода дана 5. маја 1472. да је Касталдију допуштено да се врати у Венецију са својим штампарским машинама без плаћања пореза. Претходно је Касталди одустао од привилегије да би ко год жели могао да штампа слободно. На овај начин се окончао покушај једног лекара из Фелтра да се бави штампарством, али два овлашћења која је дао адвокатима јула 1472. сведоче да је његова штампарска активност у Милану ипак имала неке правосудне последице. Након овлашћења се вратио у Венецију где је његово присуство документовано априла 1474. године. Није покушавао изнова да започне штампарски посао, па је вероватно свој материјал и машине препустио другима, а о томе говори податак да су се његова слова појавила касније 1475. године у Венецји код двојице осредњих штампара: Лоренца дал'Акуиле и Сибилина Умбријског.

## Повратак лекарској професији
Поново је почео да се бави лекарском професијом. Поново је био у Копару 25. новембра 1478. приликом склапања тестамента где је био сведок 10. априла 1482. и у блиским је односима са прокуратором Млетачке републике, Николоом Венијером. У Задру је радио као лекар и највероватније је то задужење добио тек недавно зато што за заступника ради сређивања незавршених послова из Копара именије Лоренца дал'Акуиле. Затим скоро наредних седам година је Касталдијево присуство у Задру документовано, где се бавио лекарском професијом. Био је веома поштован лекар и угледан што се може закључити на основу тога што је присуствовао као сведок у многим случајевима. У Задру је боравио све до смрти у новембру или првих дана децембра 1487. године. У документу од 8. тог месеца, поред имена сина Леонарда и зета Паола Канала се помиње и Касталдијево име.

## Питање Панфила Касталдија
Пред крај 19. века тзв. питање Панфила Касталдија изазвало је бесконачне полемике, а потекло је из одломка једне хронике градића Фелтра чији је аутор један фрањевац из 17. века, Камбруци, у којој тврди, позивајући се на старије хронике, да је изумитељ штампе покретним словима наводно био, око 1456, баш Касталди. Од њега ју је преузео Фуст, а од овога Гутенберг.
Због ове вести, која је вероватно последица погрешно схваћене стварне Касталдијеве штампарске активност у Милану, букнуло је одушевљење због непризнатог изумитеља из Италије уз тврдње засноване више на патриотском осећању него на објективним историјским сведочанствима. Због ове вести, али и због других легенди о његовом првенству изума, као и о подучавању Гутемберга, народ Венеције је због тадашње систематске пропаганде северне Италије и поноса заиста веровао у њихову истинитост. Стога су му је тај народ севера тадашње Италије подигао статуу са натписом: Панфилију Касталдију, великодушном проналазачу покретне штампе, Италија одаје велику почаст.
Камбруцијева тврдња је помињана у разним списима из 16. и 17. века, али није јој се придаво велики значај. На значају је добила тек када је И. Бернарди 1864. године објавио чланак о томе у листу Ла менте.
Међутим, ова теза је већ наредне године убрзо побијена. Побио ју је Лучано Скарабели у листу Л'Анунциаторе из Фана. Ову расправу је прекратило штампарско удружење подизањем статуе Касталдију као изумитељу штампе 1867. Преовладавајуће мишљење су потврдили, барем се тако чинило, документи из 1884. која је пар година раније Е. Мот открио у Државном архиву града и који су непобитно доказивали повезаност Касталдија са штампом и његову делатност у Милану. Стање се знатно закомликовало када је Томазић 1884. године објавио сећање у рукопису које је оставио Карњати, старешина фрањевачког манастира у Копару. Карњати је навео да је у библиотеци тог манастира сачувано двеју књига, које је наводно штампао Касталди 1461. године у истарском граду. Међутим, од ових књижица није остао никакав траг и питање о Касталдију је остало нерешено, све док удружење штампара није одлучило да се овај проблем истражи. Библиотекар венецијанске библиотеке Марчане, К. Кастелани је својим истраживањем разочарао Касталдијеве присталице и чак је негирао не само екстремну теорију о Касталдијевом изуму штампе, већ и ону теорију о Касталдију као првом италијанском штампару.
Дефинитивну реч о овом питању написао је Фумагали: уз понеку недоумицу, 1891. у питању Панфилија Касталдија у ком је ипак сматрао могућим да је лекар из Фелтра могао да изуме штампу, премда нема необоривих доказа, и најзад у свом Типографском лексикону 1905, где тврди да сад већ нико не може да оспори да је Гутенберг прави изумитељ штампе. Након Фумагалијевог прецизирања питање Касталдија је закључено и више није покретано.